# Labruk Kidul
Labruk Kidul is een bestuurslaag in het regentschap Lumajang van de provincie Oost-Java, Indonesië. Labruk Kidul telt 6377 inwoners (volkstelling 2010).